# Diocesi di Sultanpet

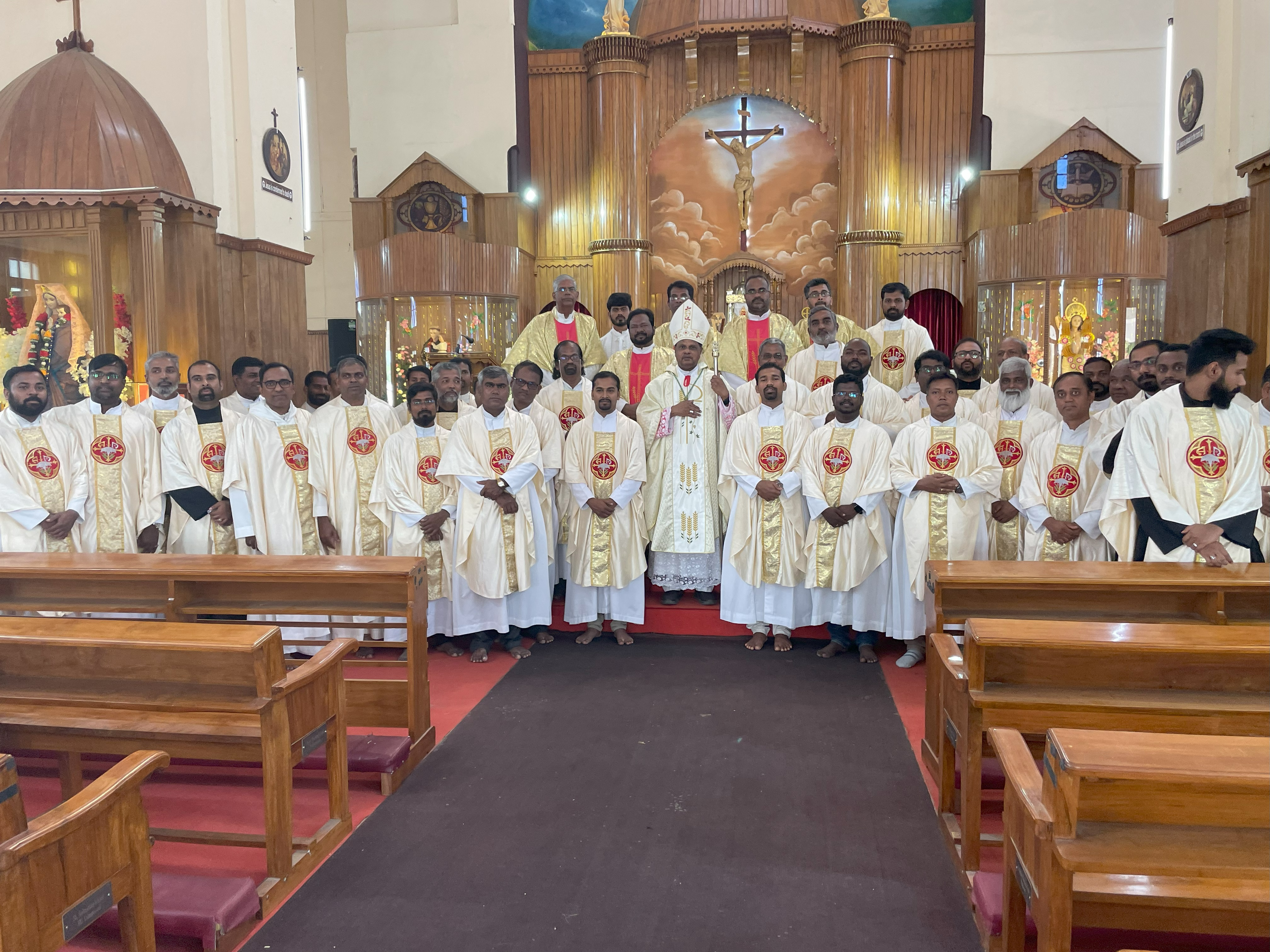
I sacerdoti della diocesi di Sultanpet con il vescovo Peter Abir Antonisamy

La diocesi di Sultanpet (in latino Dioecesis Sultanpetensis) è una sede della Chiesa cattolica in India suffraganea dell'arcidiocesi di Calicut. Nel 2025 contava 34.782 battezzati su 2.900.000 abitanti. È retta dal vescovo Peter Abir Antonisamy.

## Territorio
La diocesi estende la sua giurisdizione sui fedeli cattolici di rito latino del distretto di Palakkad, nello stato indiano del Kerala. Sul medesimo distretto esiste anche un'altra diocesi cattolica, quella di Palghat, per i fedeli della Chiesa cattolica siro-malabarese.
Sede vescovile è la località di Sultanpet, nella città di Palaghat, dove si trova la cattedrale di San Sebastiano.
Il territorio si estende su 4.482 km² ed è suddiviso in 30 parrocchie, raggruppate in 4 decanati.

## Storia
La diocesi è stata eretta il 28 dicembre 2013 con la bolla Cum ad aeternam di papa Francesco, ricavandone il territorio dalle diocesi di Coimbatore e di Calicut (oggi arcidiocesi).
Originariamente suffraganea dell'arcidiocesi di Verapoly, il 12 aprile 2025 è entrata a far parte della provincia ecclesiastica di Calicut.

## Cronotassi dei vescovi
Si omettono i periodi di sede vacante non superiori ai 2 anni o non storicamente accertati.
- Peter Abir Antonisamy, dal 28 dicembre 2013

## Statistiche
La diocesi nel 2025 su una popolazione di 2.900.000 persone contava 34.782 battezzati, corrispondenti all'1,2% del totale.
| anno | popolazione | popolazione | popolazione | presbiteri | presbiteri | presbiteri | presbiteri                | diaconi | religiosi | religiosi | parrocchie |
| anno | battezzati  | totale      | %           | numero     | secolari   | regolari   | battezzati per presbitero | diaconi | uomini    | donne     | parrocchie |
| ---- | ----------- | ----------- | ----------- | ---------- | ---------- | ---------- | ------------------------- | ------- | --------- | --------- | ---------- |
| 2013 | 30.975      | 4.260.435   | 0,7         | 32         | 14         | 18         | 968                       |         | 27        | 102       | 21         |
| 2014 | 86.827      | 2.809.934   | 3,1         | 35         | 23         | 12         | 2.480                     |         | 15        | 128       | 21         |
| 2017 | 32.748      | 2.890.134   | 1,1         | 51         | 23         | 28         | 642                       |         | 30        | 98        | 78         |
| 2020 | 34.518      | 2.935.089   | 1,2         | 52         | 21         | 31         | 663                       |         | 33        | 98        | 68         |
| 2022 | 34.440      | 2.993.873   | 1,2         | 54         | 23         | 31         | 637                       |         | 32        | 108       | 29         |
| 2025 | 34.782      | 2.900.000   | 1,2         | 66         | 29         | 37         | 527                       | ?       | ?         | 108       | 30         |